# Kylee Shook
Kylee Shook, née le 18 mars 1998 à Fort Carson, Colorado, est une joueuse professionnelle américaine de basket-ball évoluant au poste de pivot.

## Carrière junior
Kylee Shook évolue dans l'équipe de basket-ball féminin du lycée Mesa Ridge à Colorado Springs. En 2016, elle dispute le McDonald's All-American, puis, la même année, elle rejoint l'université de Louisville où elle joue pour les Cardinals de Louisville dans l'Atlantic Coast Conference (ACC).
Lors de son année rookie, elle obtient des moyennes par match de 5,2 points, 3,3 rebonds et 0,5 passe décisive en 35 matchs disputés (avec 13 titularisations).
Lors de sa deuxième saison (saison 2017-2018), elle obtient des moyennes par match de 4,9 points, 3,6 rebonds et 0,5 passe décisive en 39 matchs disputés. Durant la saison, elle réalise 51 contres, la classant à la 3e position des meilleures contreuses de l'histoire de la NCAA sur une saison. Shook établit également son record en carrière universitaire le 24 novembre 2018 avec 21 points face aux Spartans de Michigan State.
Lors de la saison 2018-2019, elle dispute 35 matchs (dont 3 comme titulaire) pour des moyennes par match de 7,1 points, 6 rebonds et 1,5 contre. Durant la saison, elle bat son précédent record en réalisant 52 contres sur la saison.
Lors de la saison 2019-2020, Shook dispute 32 matchs pour des moyennes par match de 10,1 points, 8,1 rebonds et 2,7 contres. Elle réalise 86 contres durant la saison, soit un total de 223 contres sur l'ensemble de sa carrière universitaire, faisant d'elle la meilleure contreuse de l'histoire. À l'issue de la saison, elle est élue ACC Defensive Player of the Year et nommée dans la All-ACC First Team et dans la All-ACC Defensive Team. Elle fait également partie des quatre finalistes pour le prix Naismith Defensive Player of the Year.

## Carrière professionnelle
Kylee Shook est sélectionné en 13e position lors de la draft WNBA 2020 par le Liberty de New York.

### En WNBA
Kylee Shook commence sa carrière en WNBA le 26 juillet 2020 lors de la saison WNBA 2020 face au Storm de Seattle avec 2 points et 1 rebond en 12 minutes de jeu. Elle réalise son record de points le 1er août 2020 face au Dream d'Atlanta avec 9 points. Elle égale ce record de points à trois autres reprises durant la saison. Au final, durant sa saison rookie, elle dispute 20 matchs (dont aucun en tant que titulaire) pour des moyennes par match de 4,1 points, 2,8 rebonds et 0,5 contre pour 14,5 minutes de jeu.
Elle commence la saison WNBA 2021 le 15 mai 2021 face au Fever de l'Indiana avec 6 points et 3 rebonds en 26 minutes de jeu. Le 25 juin 2021, face au Sky de Chicago, elle prend 11 rebonds, un record en carrière. Elle égale ce record deux jours plus tard face au Dream d'Atlanta. Elle établit son record de points le 11 juillet 2021 face au Sun du Connecticut avec 16 points. Au final, elle dispute 30 matchs, dont 19 matchs en tant que titulaire, pour des moyennes par match de 5,7 points, 4 rebonds et 0,5 contre en 18,9 minutes de jeu.
Elle manque l'intégralité de la saison WNBA 2022 pour des raisons personnelles. En janvier 2023, elle se retrouve agent libre avec restriction.
Le 27 mars 2023, elle signe un contrat avec le Mercury de Phoenix pour leur camp d'entraînement. Le 8 mai 2023, elle est coupée par le Mercury.

### Hors WNBA
En juin 2020, Kylee Shook s'engage en Turquie avec le Kayseri Kaski. Elle dispute 3 matchs pour des moyennes par match de 7,7 points et 5,3 rebonds.
En novembre 2021, elle s'engage en Australie pour la saison 2021-2022 avec le Adelaide Lightning. Durant la saison, elle dispute 19 matchs pour des moyennes par match de 9,9 points, 7,2 rebonds et 1 contre.
En juillet 2022, elle rejoint l'Olympiakós en Grèce pour la saison 2022-2023. Elle dispute 21 matchs du championnat grec pour des moyennes par match de 13,7 points, 7,6 rebonds et 1,2 passe décisive. À l'issue de la saison, elle est nommée dans la troisième équipe type du championnat. Elle dispute également 15 matchs d'EuroLigue féminine pour des moyennes par matchs de 7,6 points et 5,5 rebonds. Elle remporte le championnat de Grèce.
En juin 2023, elle signe en Israël avec l'ASA Jérusalem. Elle ne dispute aucun match avec le club israélien. 
En novembre 2023, elle rejoint la Pologne en s'engageant avec l'AZS UMCS Lublin pour la saison 2023-2024. Elle ne dispute que 7 matchs et quitte le club en février 2024.
Pour la saison 2024-2025, elle s'engage en Russie avec le Dynamo Novosibirsk Region.

## Statistiques

### En universitaire
| Gras/Meilleures performances | [ 18 ] |

| Saison                    | Équipe                    | MJ  | M5 | Min  | %T   | %3   | %LF  | Rb  | PD  | Int | Ctr | BP  | F   | Pts  |
| ------------------------- | ------------------------- | --- | -- | ---- | ---- | ---- | ---- | --- | --- | --- | --- | --- | --- | ---- |
| 2016-2017                 | Cardinals de Louisville   | 35  | 13 | 13,3 | 47,3 | 38,8 | 66,7 | 3,3 | 0,5 | 0,2 | 1,0 | 0,8 | 1,3 | 5,2  |
| 2017-2018                 | Cardinals de Louisville   | 39  | 1  | 13,9 | 45,9 | 38,2 | 68,4 | 3,6 | 0,5 | 0,4 | 1,3 | 0,8 | 1,5 | 4,9  |
| 2018-2019                 | Cardinals de Louisville   | 35  | 3  | 19,4 | 51,0 | 39,6 | 71,4 | 6,0 | 0,7 | 0,6 | 1,5 | 0,7 | 1,8 | 7,1  |
| 2019-2020                 | Cardinals de Louisville   | 32  | 28 | 26,7 | 46,3 | 36,8 | 76,3 | 8,1 | 1,0 | 1,0 | 2,7 | 1,0 | 1,7 | 10,1 |
| Total : moyenne par match | Total : moyenne par match |     |    | 18,0 | 47,6 | 38,2 | 72,3 | 5,1 | 0,7 | 0,5 | 1,6 | 0,8 | 1,6 | 6,7  |
| Totaux                    | Totaux                    | 141 | 45 | 2539 | 393  | 89   | 73   | 724 | 96  | 77  | 223 | 116 | 221 | 948  |

### En WNBA
| Gras/Meilleures performances | [ 19 ] |

| Saison                    | Équipe                    | MJ  | M5  | Min  | %T   | %3   | %LF  | Rb  | PD  | Int | Ctr | BP  | F   | Pts |
| ------------------------- | ------------------------- | --- | --- | ---- | ---- | ---- | ---- | --- | --- | --- | --- | --- | --- | --- |
| 2020                      | Liberty de New York       | 20  | 0   | 14,5 | 40,5 | 17,6 | 82,4 | 2,8 | 0,6 | 0,4 | 0,5 | 1,0 | 1,3 | 4,1 |
| 2021                      | Liberty de New York       | 30  | 19  | 18,9 | 46,7 | 39,3 | 80,0 | 4,0 | 1,4 | 0,3 | 0,5 | 1,3 | 1,6 | 5,7 |
| 2022                      | Liberty de New York       | DNP | DNP | DNP  | DNP  | DNP  | DNP  | DNP | DNP | DNP | DNP | DNP | DNP | DNP |
| Total : moyenne par match | Total : moyenne par match |     |     | 17,1 | 44,6 | 34,6 | 81,8 | 3,5 | 1,0 | 0,3 | 0,5 | 1,2 | 1,5 | 5,0 |
| Totaux                    | Totaux                    | 50  | 19  | 857  | 103  | 27   | 18   | 177 | 52  | 17  | 25  | 58  | 73  | 251 |

## Palmarès et distinctions

### Palmarès
- Championne de Grèce (2023)

### Distinctions personnelles
- ACC Defensive Player of the Year (2020)
- All-ACC First Team (2020)
- All-ACC Defensive Team (2020)
- Troisième équipe-type du championnat grec (2023)